# Talberg (Falkensteiner Vorwald)
Der Talberg ist eine 541 Meter hohe Erhebung im Falkensteiner Vorwald, einem Teil des Bayerischen Waldes, im Landkreis Straubing-Bogen auf dem Gebiet der Gemeinden Haselbach und Neukirchen. Am westlichen Hang liegt der Haselbacher Gemeindeteil Leimbühl. Der höchste Punkt befindet sich auf dem Gebiet der Gemeinde Haselbach, drei Kilometer Luftlinie nordwestlich des Ortskerns von Neukirchen und zweieinhalb Kilometer südöstlich des Ortskerns von Haselbach. Nordöstlich liegt in 600 Meter Entfernung der 580 Meter hohe Höllenberg und östlich eine ebenfalls 580 Meter hohe namenlose Erhebung südlich von Oberkogl.